# Wulf Beeck

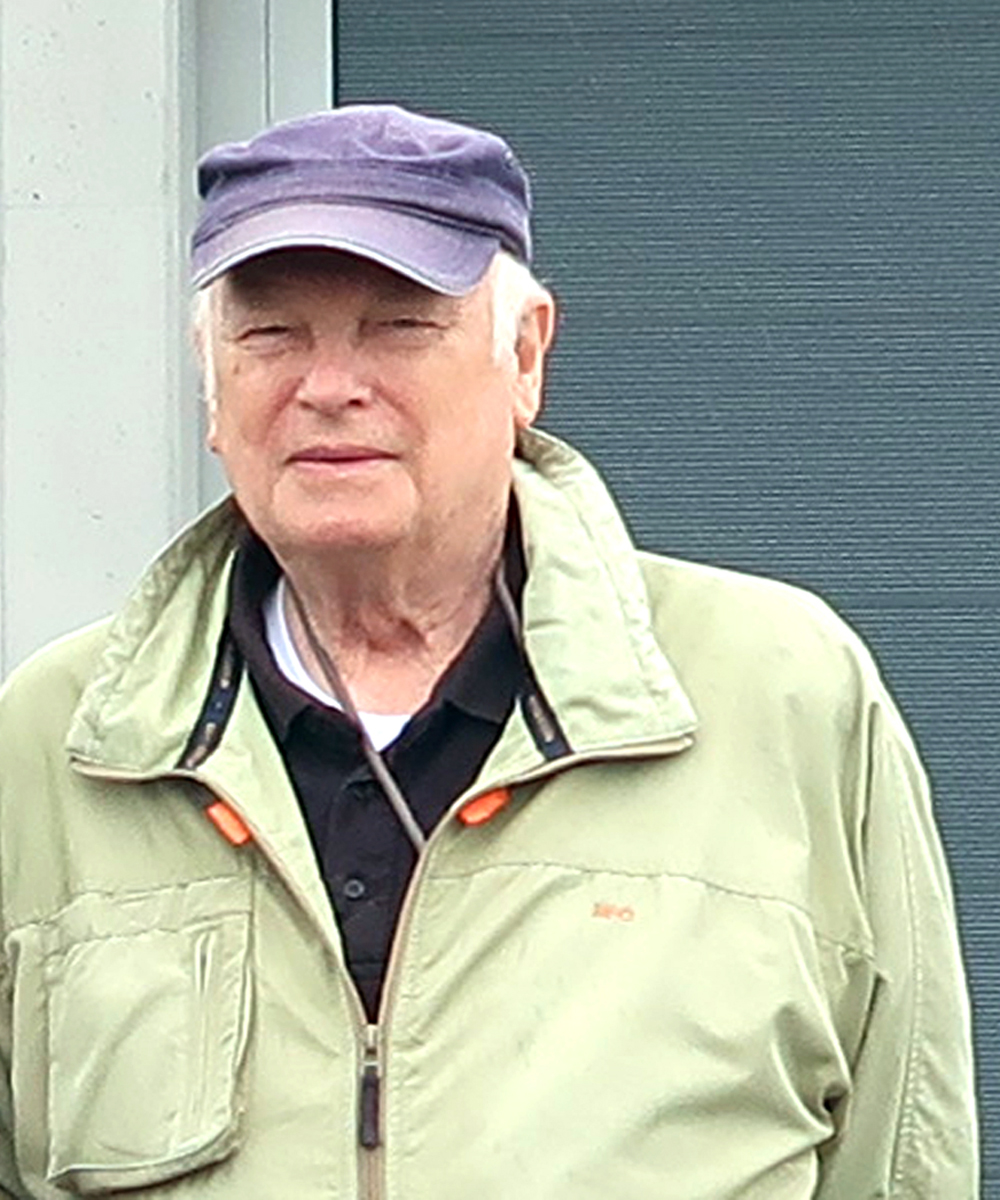
Wulf Beeck, 2025

Wulf „Buddy“ Beeck (* 1. Mai 1939 in Bergen auf Rügen) ist ein deutscher Seemann, Marineoffizier und Flugzeugführer. 

## Jugend
Wulf Beeck verbrachte seine ersten Lebensjahre auf Rügen, bevor seine Eltern mit ihm nach Ende des Zweiten Weltkriegs nach Celle in der Britischen Besatzungszone übersiedelten. Im Alter von 14 Jahren wurde er Segelflieger in der „Flugsportvereinigung Celle e.V.“

## Ausbildung zum Seemann
Im Alter von 18 Jahren entschied sich Wulf Beeck für eine Ausbildung zum Seemann.
Nach acht Jahren beendete er seine Tätigkeit in der Handelsmarine bei der HAPAG als Steuermann.

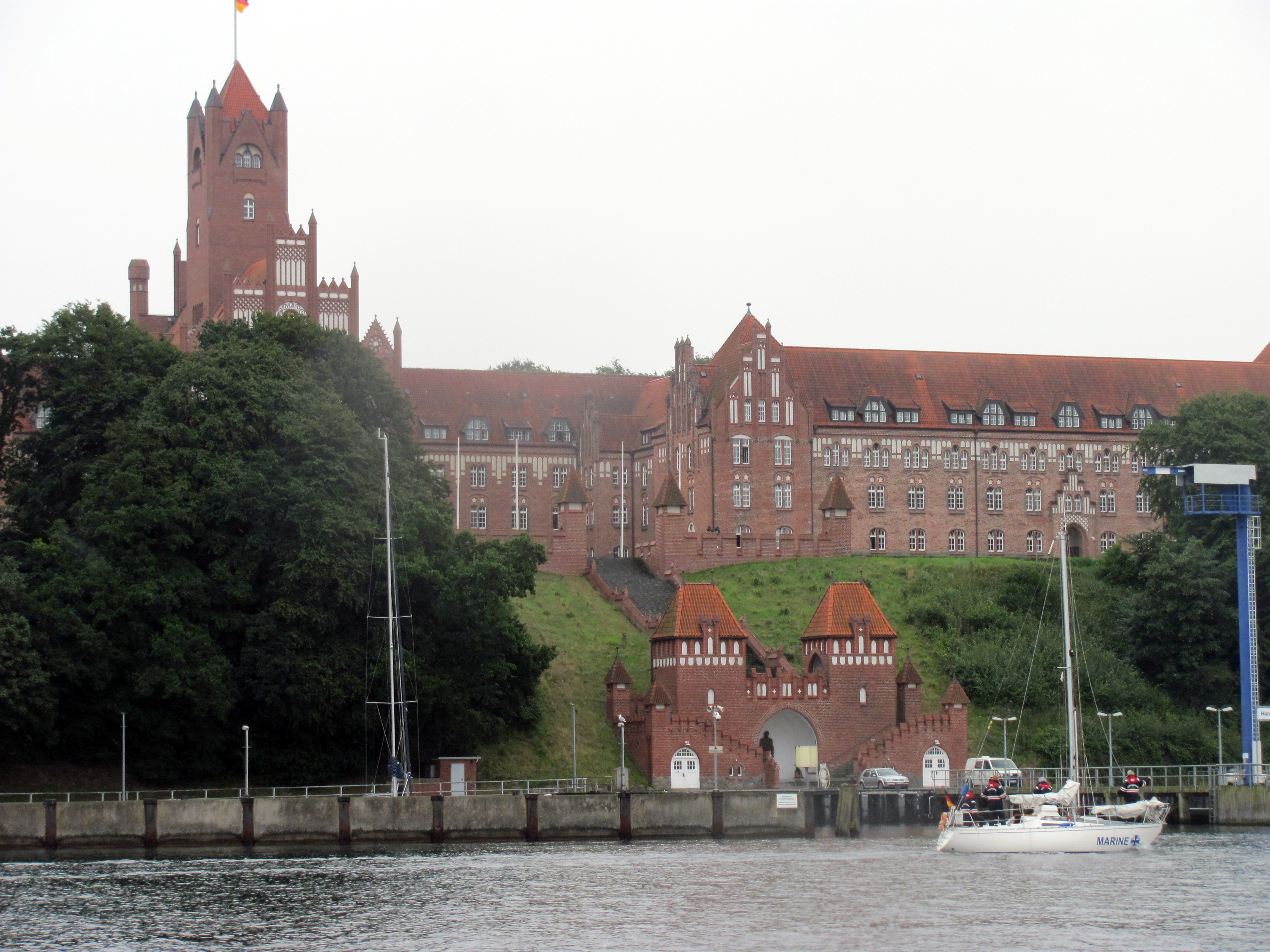
Marineschule Mürwik von der Flensburger Förde aus gesehen

## Fliegerische Ausbildung
Im Jahr 1965 begann Wulf Beeck seine militärische Ausbildung zunächst an der Marineschule Mürwik am Stützpunkt Flensburg-Mürwik. Wulf Beeck wurde im September 1966 zum Leutnant zur See befördert. Nach Bestehen der fliegerischen Auswahlprüfung im Herbst 1966 kam er in die USA zur Ausbildung als Strahlflugzeugführer. Nach den Flugzeugmustern T-37 Tweet und T-38 folgte die Ausbildung auf dem Starfighter auf der Luke Air Force Base.

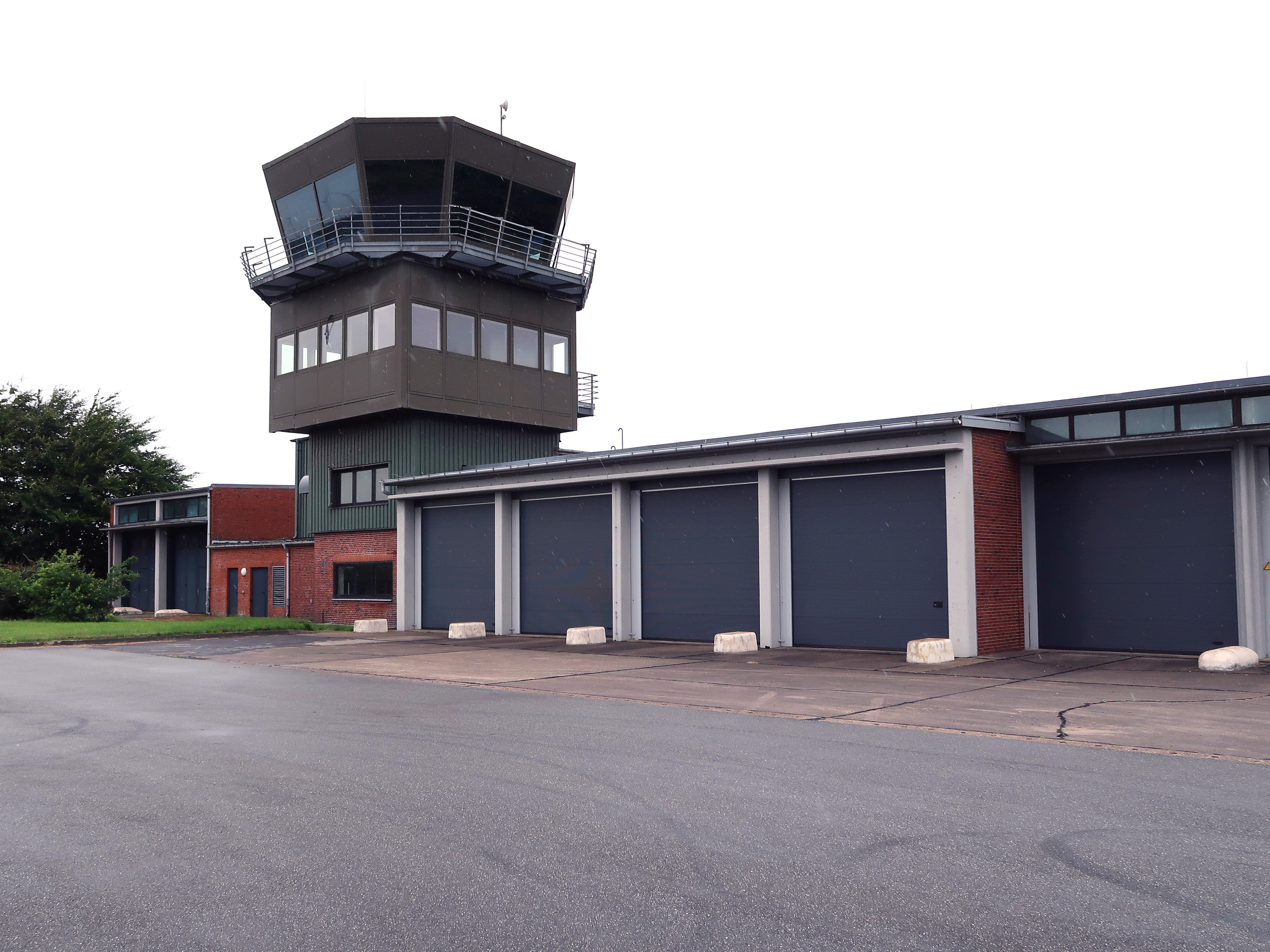
Tower auf dem ehemaligen Fliegerhorst des MFG 2 in Eggebek

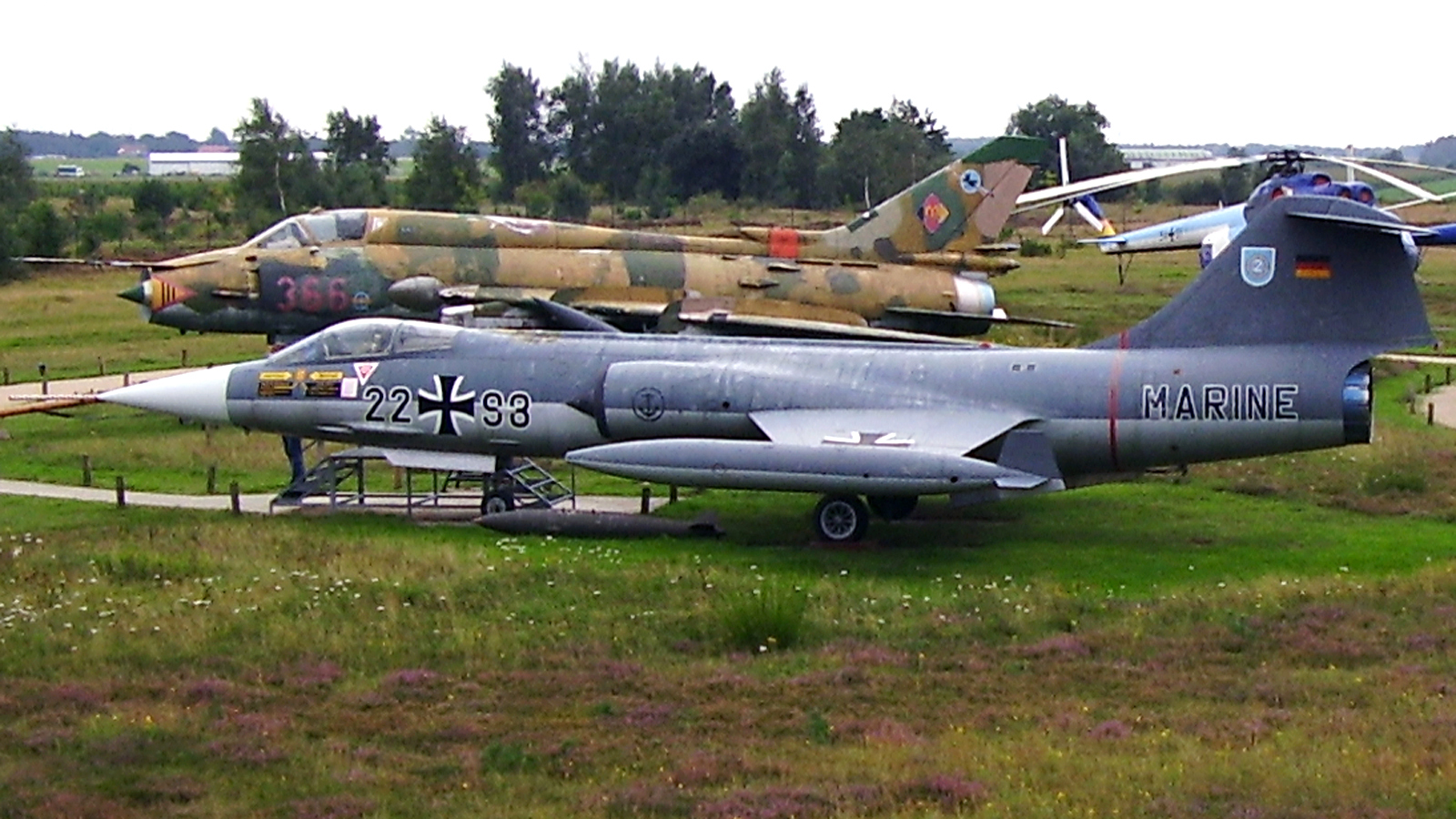
F104G Starfighter des MFG 2 im Aeronauticum Nordholz

## Marineflieger
Ab August 1968 wurde Wulf Beeck Flugzeugführer auf dem Starfighter beim Marinefliegergeschwader 2 auf dem Fliegerhorst Eggebek in Schleswig-Holstein.
Während seiner Zugehörigkeit zum MFG 2 ereignete sich der tödliche Unfall mit dem Starfighter seines Staffelkameraden Joachim von Hassel, Sohn des damaligen Präsidenten des Deutschen Bundestages und vormaligen Bundesministers der Verteidigung Kai-Uwe von Hassel.

## Weitere militärische Verwendungen
Ab 1973 war Wulf Beeck als Hörsaalleiter an der Marineschule in Mürwik tätig. Er war dort Truppenfachlehrer für Nautik und für die Ausbildung von Personal auf den bundeswehreigenen Segelbooten zuständig.

## Ausbilder beim TTTE Cottesmore
Eine neue Aufgabe für Wulf Beeck war ab dem 1. Oktober 1983 die des Ausbilders beim Tri-National Tornado Training Establishment (TTTE) in England. Er bildete die angehenden Waffensystemoffiziere für den Tornado (auch „Backseater“ genannt) in der Theorie und im Simulator aus.
Beeck konnte dort auch die englische Fliegerärztliche Tauglichkeitsuntersuchung bestehen, so dass er zumindest mit englischen Schülern auf englischen Tornados fliegen durfte.

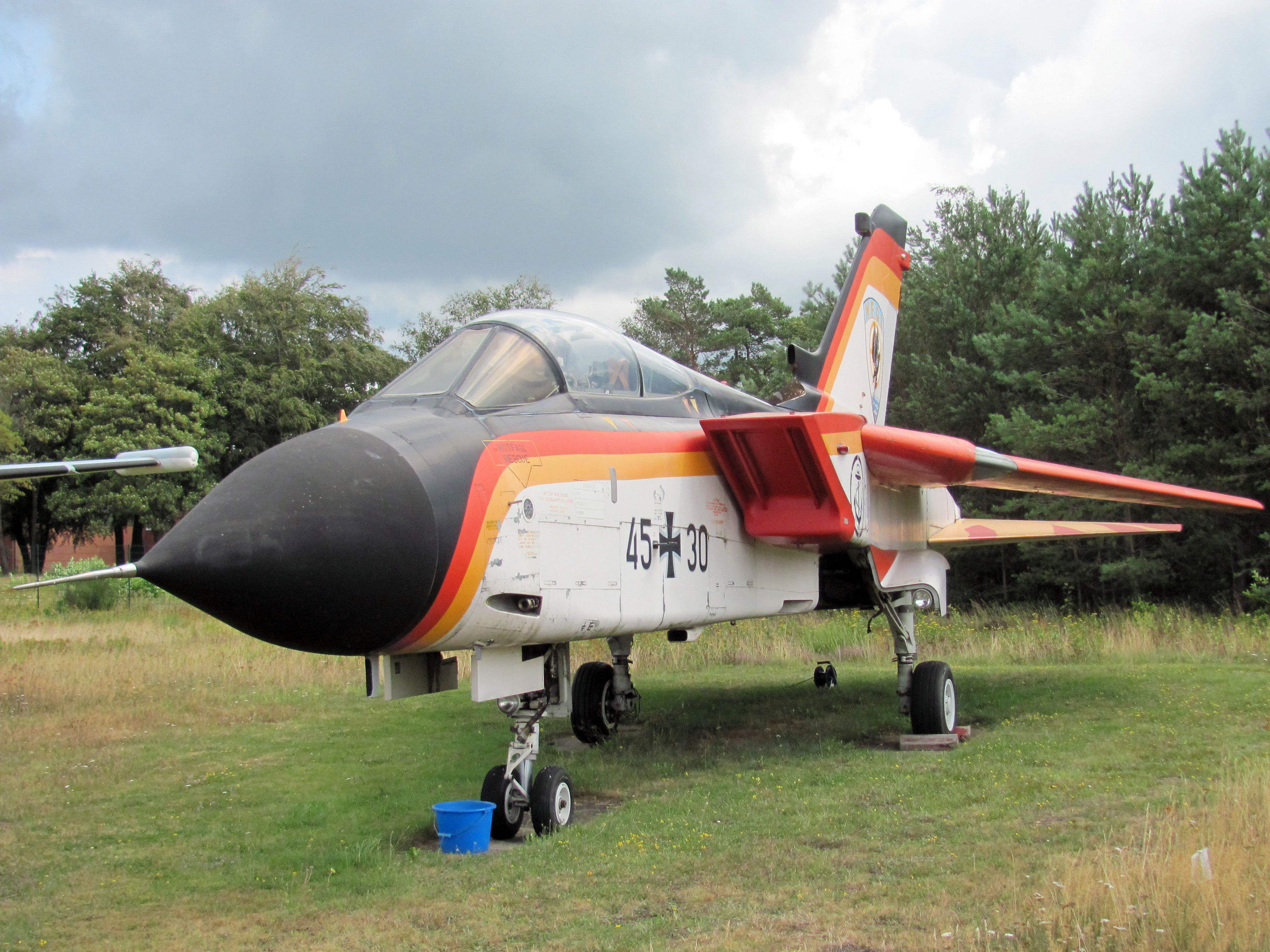
Panavia Tornado des MFG 2 im Aeronauticum Nordholz

## Letzte Dienstposten
Nach Rückkehr aus England wurde Wulf Beeck noch einmal als Nautiklehrer an der Marineschule in Mürwik tätig. Anschließend folgte noch eine Tätigkeit als IT-Sicherheits-Stabsoffizier der Flotte, bevor er im Jahr 1995 als Fregattenkapitän in den Ruhestand ging.

## Werke
- Radarplotting mit Übungen und Aufgaben, Verlag Delius Klasing, Bielefeld 1996, ISBN 3-7688-0951-X.
- Warum tust Du Dir das an? Vom Schiffsjungen zum Starfighter-Piloten, Vindobona Verlag, Neckenmarkt 2012, ISBN 3-85040-699-7.
- Mein Bruder Ontje, united p.c. Verlag, Berlin 2012, ISBN 978-84-9039-2805.
- Mit Überschall durch den Kalten Krieg: Ein Leben für die Marine, Carola Hartmann Miles-Verlag, Berlin 2013, ISBN 978-3-937885-70-4.